# Мария Канделария
«Мари́я Кандела́рия» (исп. María Candelaria) — чёрно-белый фильм мексиканского режиссёра Эмилио Фернандеса 1943 года.
Журналистка спрашивает старого художника о портрете обнажённой девушки, который находится в его кабинете. Художник рассказывает о Марии Канделарии, молодой индианке, которая была изгнана своим народом за то, что она дочь проститутки.

## В ролях
| Актёр              | Роль             |
| ------------------ | ---------------- |
| Долорес дель Рио   | Мария Канделария |
| Педро Армендарис   | Лоренсо Рафаэль  |
| Альберто Галан     | художник         |
| Маргарита Кортес   | Лупе             |
| Мигель Инклан      | дон Дамиан       |
| Беатрис Рамос      | журналистка      |
| Рафаэль Икардо     |                  |
| Лупе дель Кастильо | доктор           |
| Лупе Инклан        |                  |
| Сальвадор Кирос    | судья            |
| Ниевес             |                  |
| Эльда Лоса         |                  |
| Лупе Гарника       |                  |
| Альфонсо Хименес   |                  |
| Ирма Торрес        | Bit Part         |

## Награды
- премия Каннского МКФ, Локарнского МКФ за лучшую операторскую работу